# Elisha Cook jr.
Elisha Vanslyck Cook jr. (San Francisco, 26 december 1903 – Big Pine, 18 mei 1995) was een Amerikaanse acteur. Hij is vooral bekend om zijn rollen van neurotische schurken in diverse films noirs.

## Biografie

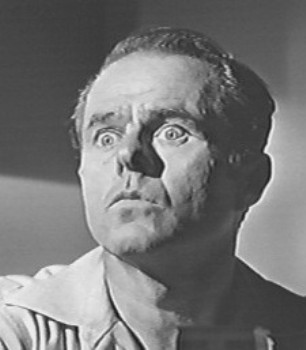
Elisha Cook jr. in Dark Mountain (1944)

Elisha Cook jr. werd geboren in San Francisco, Californië en groeide op in Chicago. Zijn vader, Elisha Vanslyck Cook sr., was een apotheker.
Elisha Cook jr. begon zijn carrière als rondreizend acteur en kwam zo in New York. Hier maakte hij zijn debuut op Broadway, waar hij speelde in Ah, Wilderness! In 1929 trouwde Elisha Cook jr. met Mary Lou Cook.
Elisha Cook jr. debuteerde in 1930 in de film Her Unborn Child. Daarna werd hij ingezet voor kleine rollen in diverse komedie- en misdaadfilms. In 1936 verhuisde hij naar Hollywood. In 1942 scheidde Elisha Cook jr. van Mary Lou en trouwde het jaar erop met Peggy McKenna.
Elisha Cook jr. brak door met zijn rol van Wilmer Cook, de handlanger van 'The Fat Man' in The Maltese Falcon (1941). Na deze film werd hij regelmatig gecast voor belangrijke films, zoals The Big Sleep (1946) en The Killing (1956). Elisha Cook jr. debuteerde in 1953 op de televisie als een privé-detective in Adventures of Superman (aflevering: Semi-Private Eye).
Elisha Cook jr. stierf op 18 mei 1995 aan een beroerte in Big Pine, Californië.

## Beknopte filmografie
| - Her Unborn Child (1930) - Pigskin Parade (1936) - They Won't Forget (1937) - Submarine Patrol (1938) - He Married His Wife (1940) - Stranger on the Third Floor (1940) - Tin Pan Alley (1940) - Ball of Fire (1941) - I Wake Up Screaming (1941) - The Maltese Falcon (1941) - Hellzapoppin' (1941) - A Gentleman at Heart (1942) - Manila Calling (1942) - A-Haunting We Will Go (1942) - Baptism of Fire (1943) - Phantom Lady (1944) - Dark Mountain (1944) - Dark Waters (1944) - Dillinger (1945) - Two Smart People (1946) - The Big Sleep (1946) - Joe Palooka, Champ (1946) - Born to Kill (1947) - The Gangster (1947) - The Long Night (1947) - Flaxy Martin (1949) - The Great Gatsby (1949) (1949) - Behave Yourself! (1951) - Don't Bother to Knock (1952) - I, The Jury (1953) (uncredited) - Shane (1953) | - The Killing (1956) - Accused of Murder (1956) - Plunder Road (1957) - Baby Face Nelson (1957) - House on Haunted Hill (1959) - One-Eyed Jacks (1961) - Papa's Delicate Condition (1963) - Black Zoo (1963) - The Haunted Palace (1963) - Welcome to Hard Times (1967) - Rosemary's Baby (1968) - El Condor (1970) - The Night Stalker (1972) (tv) - The Great Northfield Minnesota Raid (1972) - Messiah of Evil (1972) - Blacula (1972) - Pat Garrett and Billy the Kid (1973) (uncredited) - Emperor of the North Pole (1973) - Electra Glide in Blue (1973) - The Outfit (1973) - The Black Bird (1975) - St. Ives (1976) - The Champ (1979) - Salem's Lot (1979) (tv) - 1941 (1979) - Tom Horn (1980) - Carny (1980) - Harry's War (1981) - Hammett (1982) - Treasure: In Search of the Golden Horse (1984) |

### Televisie
- Perry Mason, (1958) ("The Case Of The Lucky Loser")
- The Real McCoys in "The Hermit" (1960)
- Tightrope als Sam Parker in "The Long Odds" (1960)
- The Rebel als Jeremy Hake in "The Bequest" (1960)
- The Islanders als Tomas in "The Twenty Six Paper" (1961)
- Surfside 6 als Mike Pulaski in "Witness for the Defense" (1961)
- The Deputy als Miller in "Brand of Honesty" (1961)
- Laramie als Doc in "The Tumbleweed Wagon" (1961)
- Outlaws als Cully in "The Dark Sunrise of Griff Kincaid" (1962)
- The Dakotas als Brinkman in "A Nice Girl from Goliath" (1963)w
- GunsmokeGunsmoke als George in "Hung High" (1964)
- Star Trek: The Original Series als Samuel T. Cogley, Esq in "Court Martial" (1967)
- The Bionic Woman (1977) ("Once a Thief")
- Alf (1988) ("We're So Sorry, Uncle Albert")

## Trivia
- Toen Elisha Cook jr. in 1942 in dienst ging, mat hij 1,65 m en woog 56 kg. Aangezien hij meestal onbeschofte schurken speelde, kreeg hij de bijnaam "Hollywood's Lightest Heavy".[2]
- Tijdens de opnames van The Maltese Falcon verbleef Elisha Cook jr. in een blokhut op de High Sierra en viste daar op goudforel. Regisseur John Huston verteld in zijn biografie 'An Open Book' dat wanneer hij Cook nodig had op de set, er een boodschap naar hem werd verzonden en dan verscheen hij voor zo lang ze hem nodig hadden.[3]

- Biblioteca Nacional de España: XX5628795
- Bibliothèque nationale de France: cb139787682 (data)
- Gemeinsame Normdatei: 1207553336
- International Standard Name Identifier: 0000 0001 0904 5481
- Library of Congress Control Number: no90004651
- Nationale Bibliotheek van Israël: 987007322362305171
- SNAC: w6zw5zqc
- Système universitaire de documentation: 066011523
- Virtual International Authority File: 56804387
- WorldCat: E39PBJkMJrkjKJkg83gGQYQyVC